# Annet Morio de L'Isle
Pour les articles homonymes, voir Morio (homonymie) et L'Isle.
Annet Morio de l'Isle, né le 3 janvier 1779 à Chantelle, Allier, mort le 22 février 1828 à Vanves (Hauts-de-Seine), est un général français de l'Empire.

## Biographie
Il est issu d'une famille d'artisans de Chantelle : son arrière-grand-père et son grand-père étaient maîtres couvreurs. Son père, Antoine Morio (1739-1824), fut maire de Chantelle. Son frère, Joseph Antoine Morio de Marienborn (1771-1811), sera également général.
Il demeure en septembre 1814, rue Vivienne à l'hôtel de la Marine. En septembre 1821, au moment de son mariage, il habite 7, rue Richer à Paris. Il présente sa demande d'autorisation au ministre de la Guerre le 30 septembre 1821. L'approbation est donnée le 2 janvier 1822.

### Carrière
Élève à l'école de Mars, formée par décret du 13 prairial an II, il rentre dans ses foyers par suite du décret du 2 brumaire an III, qui en a ordonné le licenciement.
Le 19 frimaire an VIII (10 décembre 1799), il écrit au ministre de la Guerre qu'âgé de 20 ans, et ayant servi dans la cavalerie à l'École de Mars, il espère être employé comme officier dans un régiment de hussards. "S'il entrait au service, il apporterait peu de connaissances militaires, mais beaucoup de zèle et le désir d'être utile à son pays". Il signe Morio Delisle. Ceci exclut la légende selon laquelle le nom de L'Isle, viendrait d'un pont sur l'Isle, près de Leipzig (rapportée par un de ses descendants, l'abbé Henri Breuil). Nous penchons plutôt pour l'île Morio, qui se trouve dans les gorges de la Bouble à Chantelle, en contrebas des terres de Belneuf possédées par la famille Morio.
Son frère, Joseph Antoine Morio de Marienborn, sous-directeur du génie, obtient pour lui une sous-lieutenance auprès du ministre de la Guerre. Sa demande est appuyée par le secrétaire général des Consuls de la République. Une lettre de Louis Bonaparte, chef de brigade du 5e régiment de dragons, au ministre de la Guerre demande qu'il soit affecté à ce régiment, où plusieurs places de sous-lieutenant sont vacantes (27 ventôse an VIII, soit le (18 mars 1799). Il est affecté à l'armée d'Italie, et il est blessé au combat de Crémone le 7 juin 1800.
Lieutenant le 5 octobre 1803, capitaine aide de camp le 9 juin 1804 du général Louis Bonaparte, il sert à l'Armée des côtes de l'Océan. En 1805, il rejoint l'armée du Nord sur le territoire de la République batave. Lorsque Napoléon impose son frère Louis Bonaparte comme Roi de Hollande le 5 juin 1806, il est maintenu à son poste d'aide de camp. Le 1er janvier 1807 il est nommé lieutenant-colonel, et colonel le 2 décembre suivant. Le 27 août 1809 il est promu général de brigade au service du Royaume de Hollande.
En 1810, il réintègre les effectifs de l'armée française avec le grade de colonel, et il est envoyé dans la Péninsule Ibérique. Il devient commandant du 26e régiment d'infanterie de ligne le 8 décembre 1810, puis commandant du 16e régiment d'infanterie légère., le 28 décembre 1810. Il est promu général de brigade le 30 mai 1813. Il participe aux campagnes du Portugal et d'Espagne.
Le 7 novembre 1813, il est affecté au 4e corps du général Henri-Gatien Bertrand de la Grande Armée, et il fait la Campagne d'Allemagne. Le 23 mai 1815 ,il est affecté au Corps d'Observation de Moselle. 
Il meurt le 22 février 1828 à Vanves (Hauts-de-Seine), laissant deux fils.

## Blessures
Blessé d'un coup de feu à la tête au combat de Crémone du 7 juin 1800.

## Distinctions
- Légion d'honneur
  - Chevalier de la Légion d'honneur le 29 messidor an XII (18 juillet 1804).
  - Officier de la Légion d'honneur (17 janvier 1815)[4].
- Chevalier de l'ordre de l'Union le 16 février 1807 (Hollande)[5].
- Chevalier de l'ordre de la Réunion le 7 mars 1813.
- Chevalier de l'ordre royal et militaire de Saint-Louis par ordonnance royale du 17 janvier 1815).
- Baron de l'Isle et de l'Empire par décret impérial du 19 novembre 1813, confirmé (héréditaire) par ordonnance royale et lettres patentes du 24 février 1815).

## Armoiries
| Figure | Nom du baron et blasonnement |
| ------ | --- |
|        | Armes du baron Annet Morio de L'Isle et de l'Empire, décret du 19 novembre 1813, lettres patentes du 24 février 1815, officier de la Légion d'honneur Tiercé en fasce : au 1 d'azur, à cinq cotices d'or ; au 2 échiqueté d'argent et de sable ; au 3 d'azur au chevron d'argent, accompagné de 3 étoiles de même. Livrées : les couleurs de l'écu. |

## Hommage, honneurs, mentions...
- Le nom de Morio de Lisle est gravé au côté Sud (21e colonne) de l’arc de triomphe de l’Étoile, à Paris.

## Postérité
La tombe d'Annet Morio de L'Isle se trouve à gauche de l'entrée de l'église de Belleu. La gravure en très mauvais état indique Annet Morio de L'Isle 1778 - 1826, N. Morio, Chanoine Henri Breuil, Madame de Mallevoue, née Marguerite Breuil et d'autres noms illisibles.
En 1852, la maison des généraux Morio à Belneuf, est la propriété de monsieur et madame Forestier-Fontaine, qui la cèdent sous réserve le 25 décembre 1852, pour la construction de l'hôpital cantonal de Chantelle. Elle sera détruite pour laisser place à un nouveau bâtiment de la Maison de retraite de Chantelle.

## Source
- « Cote LH/1940/4 », base Léonore, ministère français de la Culture